# Zatoka Pucka
Zatoka Pucka (kasz. Pùckô Hôwinga, niem. Putziger Wiek) – płytka zatoka będąca częścią Morza Bałtyckiego, stanowiąca zachodnią część Zatoki Gdańskiej. Jest położona między Mierzeją Helską, a linią Hel-Gdynia. Jej powierzchnia wynosi 364 km², głębokość maksymalna 55 m. Granica między Zatoką Pucką a zasadniczą częścią Zatoki Gdańskiej jest różnie wyznaczana – północno-wschodni punkt krańcowy sięga Cypla Helskiego, a południowo-zachodni Kamiennej Góry lub Orłowa.  
Zatokę Pucką dzieli się na część wewnętrzną (do Cypla Rewskiego i Rewy Mew) i zewnętrzną. Wewnętrzna Zatoka Pucka nazywana jest również Zalewem Puckim. Zewnętrzna Zatoka Pucka leży między nią a resztą Zatoki Gdańskiej. Obydwie części połączone są dwoma żeglownymi połączeniami o nazwach Głębinka oraz Przejście Kuźnickie.
Część wewnętrzna zatoki wchodzi w skład Nadmorskiego Parku Krajobrazowego. Zatoka jest wyśmienitym miejscem dla osób uprawiających sporty wodne, najpopularniejszy ośrodek do uprawiania kitesurfingu w Polsce. Wzdłuż brzegu biegnie droga rowerowa. Zatoka jest obszarem specjalnej ochrony ptaków.

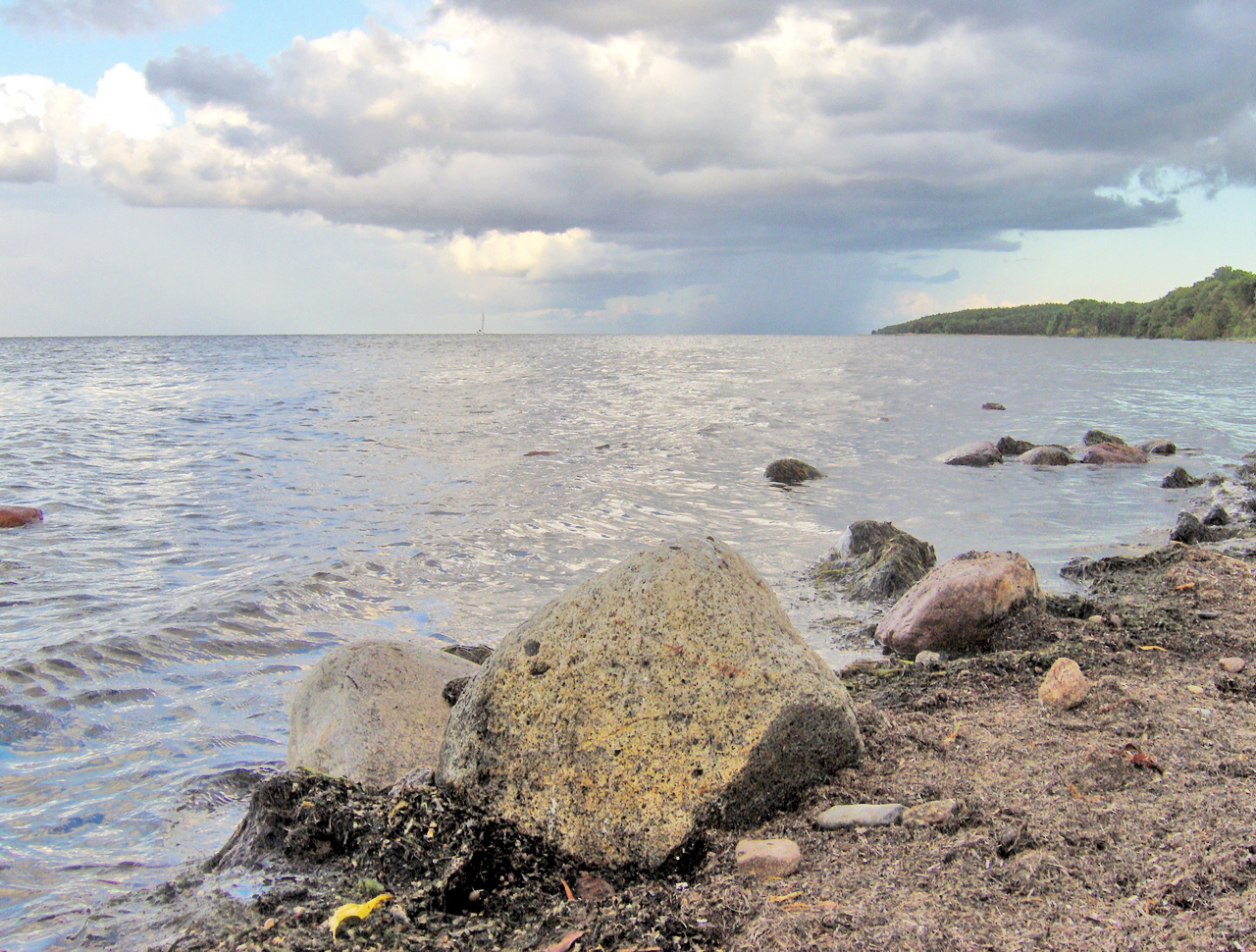
Plaża w Pucku

Miasta nad zatoką to Puck, Jastarnia, Hel, Władysławowo oraz częściowo Gdynia.
Pod dnem Zatoki Puckiej znajdują się pokłady soli potasowo-magnezowej.
W latach 70. XX wieku pojawiały się pomysły odcięcia części Zatoki Puckiej tamą w celu
odkrywkowej eksploatacji tych złóż.
W niektóre zimy powierzchnia Zatoki Puckiej zamarza.
Mielizny położone na zatoce to Rybitwia Mielizna (Mewia Rewa), Bórzyńska Mielizna, Długa Mielizna, zaś głębie to Chałupska Jama, Kuźnicka Jama.